# Pogledaj dom svoj, anđele (pjesma)
Pogledaj dom svoj, anđele je pjesma srpskog rock sastava Riblja čorba. Nalazi se na šestom studijskom albumu Istina, koji je izdat 1985. godine. Bend svaki koncert završava ovom pjesmom.

## Nastanak
Pjesmu Pogledaj dom svoj anđele napisao je frontman ovog beogradskog sastava, Bora Đorđević. Dobila je ime po istoimenom romanu (eng. Look Homeward, Angel), autora Thomasa Wolfa.
Objavljena je 1985. godine, na šestom studijskom albumu Istina. Album je izdao PGP RTB jer je zagrebački Jugoton 1985. godine odbio da objavi neke pjesme Riblje čorbe s albuma Istina, i to Snage opozicije, Alo, Dvorska budala i Pogledaj dom svoj, anđele.

## Tema
Skladba je poznata po ’apokaliptičnom’ tekstu, što je čini jedinstvenom među pjesmama Riblje čorbe čiji su tekstovi uglavnom humorističnog i ironičnog karaktera. Bora se obraća „anđelima” koji ne žele da vide kakve se strahote dešavaju u svijetu oko njih, te ih poziva da to stanje promijene tako što će postati „anđeli osvete”.

## Kritika
Slušatelji Radija Beograd 202 pjesmu su izglasali za hit godine 1985., a hit desetljeća postala je 1995. godine. Pjesma je 2009. godine u magazinu Standard proglašena za najbolju srpsku pjesmu.
Smatra se[Navedite nekoliko mjerodavnih glazbenih kritičara i/ili sudova glazbenika.] jednom od najboljih rock pjesama u ondašnjoj Jugoslaviji (sam Bora je u intervjuu za magazin Rok odabrao upravo ovu pjesmu kada je trebalo da se opredijeli za samo jednu od svih koje je uradio), te jednom od pjesama po kojima je Riblja čorba najprepoznatljivija (veljače 1987. na američkom MTV-ju prikazan je spot ove pjesme, kao prvi s Balkana, pri predstavljanju najuspješnijih bendova svijeta).

## Za daljnje čitanje
- Janjatović, Petar. 2003. Ex YU rock enciklopedija (srpski). Čigoja štampa. Beograd. (COBISS)CS1 održavanje: ref=harv (link)
- Stevović, Nenad. 2006. Pogledaj dom svoj anđele: Riblja čorba (srpski). Klub kulture. Križevci. ISBN 978-86-83873-22-7

## Vanjske poveznice
- Pjesma na YouTube-u – originalni spot, verzija s MTV-ja
- Pjesma[neaktivna poveznica] na Deezer-u – s live-a Niko nema ovakve ljude
- Pjesma na Genius-u – tekst
- Album na Discogs-u (engl.)
- "Bora Đorđević se na engleskom kaže Bob Dylan" (Politika, 25. listopada 2016.) — članak u kojem se govori o pjesmi (srp.)
- "Povratak na velika vrata" (Večernje novosti, 4. kolovoza 2017.) — članak u kojem se govori o pjesmi (srp.)